# ناتالیا آرینباسارووا
ناتالیا یوتولونا آرینباسارووا (روسی: Наталья Утевлевна Аринбасарова؛ ‏قزاقی: Наталья Өтеуліқызы Орынбасарова؛ ‏ زادهٔ ۲۴ سپتامبر ۱۹۴۶) بازیگر اهل اتحاد جماهیر شوروی است.
آرینباسارووا در سال ۱۹۷۹، به‌عنوان هنرمند افتخاری جمهوری شوروی سوسیالیستی شوروی برگزیده شد و در همان سال، جایزه دولتی اتحاد شوروی را برای نقشش در فیلم «طعم نان» (۱۹۷۸) دریافت کرد.